# Doonesbury
Doonesbury is een Amerikaanse stripreeks en krantenstrip geschreven en getekend door Garry Trudeau. De serie gaat over het karakter Michael Doonesbury, die zich gedurende de tijd dat de strip wordt gepubliceerd heeft ontwikkeld van een student tot een volwassen Amerikaan.

## Setting en karakters
De strip draait om een groep studenten van het fictieve Walden College. In de eerste aflevering ontmoet het karakter B.D. zijn kamergenoot Michael (Mike) Doonesbury. Van 1972 tot 1985 woont een deel van de groep samen in een commune. Veel van de andere karakters zijn familieleden, vrienden en kennissen. De eerste bewoners van de Walden Commune waren Mike Doonesbury, Zonker Harris, Mark Slackmeyer, Nicole, Bernie en Didi. Vanaf 1984 worden de karakters langzaam ouder.

## Geschiedenis
Doonesbury was een voortzetting van de strip Bull Tales die van 1968 tot 1970 verscheen in het studentenblad Yale Daily News van de universiteit Yale. De strip werd vooral succesvol vanwege zijn politieke commentaar door de jaren heen. Al in 1987 voorspelde de tekenaar in zijn strip dat Donald Trump zich kandidaat zou stellen voor het presidentschap van de Verenigde Staten. De strip toonde zich onder andere kritisch tegenover de Irakoorlog. In 2004 bleek dat het karakter B.D. (die eerder ook al had gediend in de Viëtnamoorlog) in die oorlog een been had verloren.
Trudeau won in 1975 de "Pulitzer Prize for Editorial Cartooning". In 1995 won hij de "Reuben Award" van de National Cartoonists Society.

## Andere media
In 1977 verscheen de korte animatiefilm A Doonesbury Special van John en Faith Hubley, geschreven door Trudeau. De film won een juryprijs in het Filmfestival van Cannes en werd genomineerd voor een Oscar voor beste korte animatiefilm.